# Abby Erceg
Abby Erceg, née le 20 novembre 1989 à Whangarei, est une footballeuse internationale néo-zélandaise. Elle évolue au poste de défenseuse.

## Biographie
Avec l'équipe de Nouvelle-Zélande, elle participe à la Coupe du monde des moins de 20 ans 2006 organisée en Russie, puis à la Coupe du monde des moins de 20 ans 2008 qui se déroule au Chili. Lors du mondial des moins de 20 ans 2006, elle inscrit un but face à la Russie.
Elle prend part également à deux olympiades : les Jeux olympiques de 2008 en Chine, puis ceux de 2012 au Royaume-Uni. La sélection néo-zélandaise atteint les quarts de finale de la compétition en 2012.
Elle dispute la Coupe du monde 2007 organisée en Chine, puis la Coupe du monde 2011 organisée en Allemagne, et enfin la Coupe du monde 2015 qui se déroule au Canada.
Elle est la première joueuse néo-zélandaise à atteindre le cap des 100 sélections.

## Vie privée
Abby Erceg est ouvertement lesbienne.